# 奥里奥圣雅各伯堂
奥里奥圣雅各伯堂（Chiesa di San Giacomo dall'Orio或San Giacomo Apostolo）是一座教堂，供奉大雅各伯，位于意大利威尼斯圣十字区。
该堂的起源并不清楚，可能得名于附近的一条河，或一片排干的沼泽地（luprio）。它创建于公元9世纪，于1225年重建。 钟楼可以追溯到这个时期。此后该堂经过多次重修（包括1532年的重大翻修），船体龙骨屋顶可追溯到14世纪。两根圆柱系第四次十字军 洗劫君士坦丁堡后带回来。
奥里奥圣雅各伯堂是一个本堂区，属于圣保罗-圣十字-多尔索杜罗总铎区。堂区的其他教堂还有圣欧达奇教堂（San Stae）和圣若翰洗者斩首堂（San Zan Degolà）。
该堂是画家詹巴蒂斯塔·皮托尼所属的本堂区，他在1767年埋葬于此。

## 内部
管风琴：1400年，教堂内已经有一个管风琴，于1532年第一次重建。目前的管风琴是加埃塔诺卡利多的作品，于1776年完成。

## 艺术品
- 弗朗西斯科·巴萨诺（Francesco Bassano）：“圣母在荣耀中”和“圣若翰洗者讲道” ，在新祭衣间，后者包括巴萨诺家族和提香的肖像
- 洛伦佐·洛托（Lorenzo Lotto）：“圣母与四位圣人”
- 保罗·韦内齐亚诺（Paolo Veneziano）：正祭台的十架苦像
- 保罗·委罗内塞：“信仰的寓言”和“教会的博士”，新祭衣间的天花板

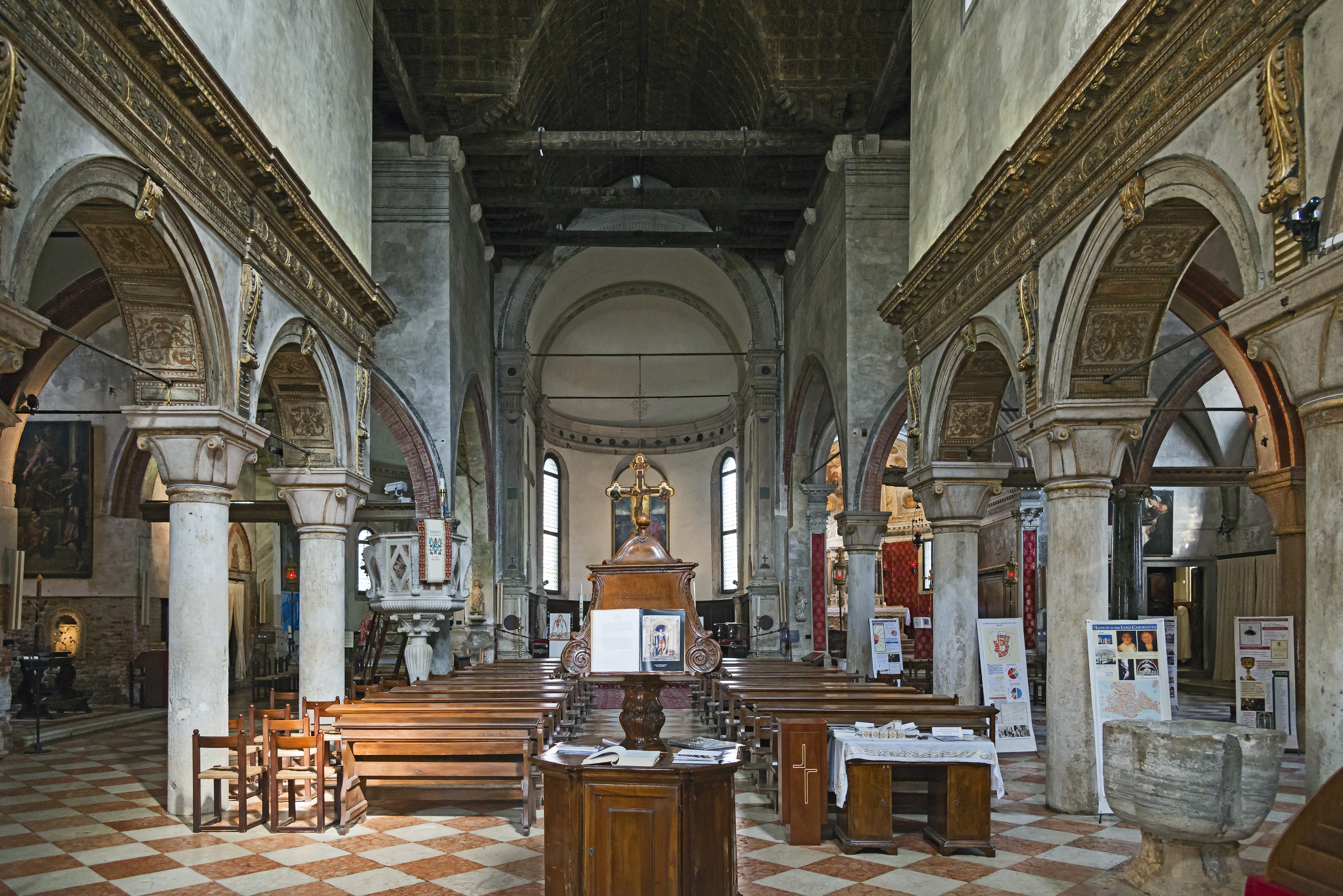
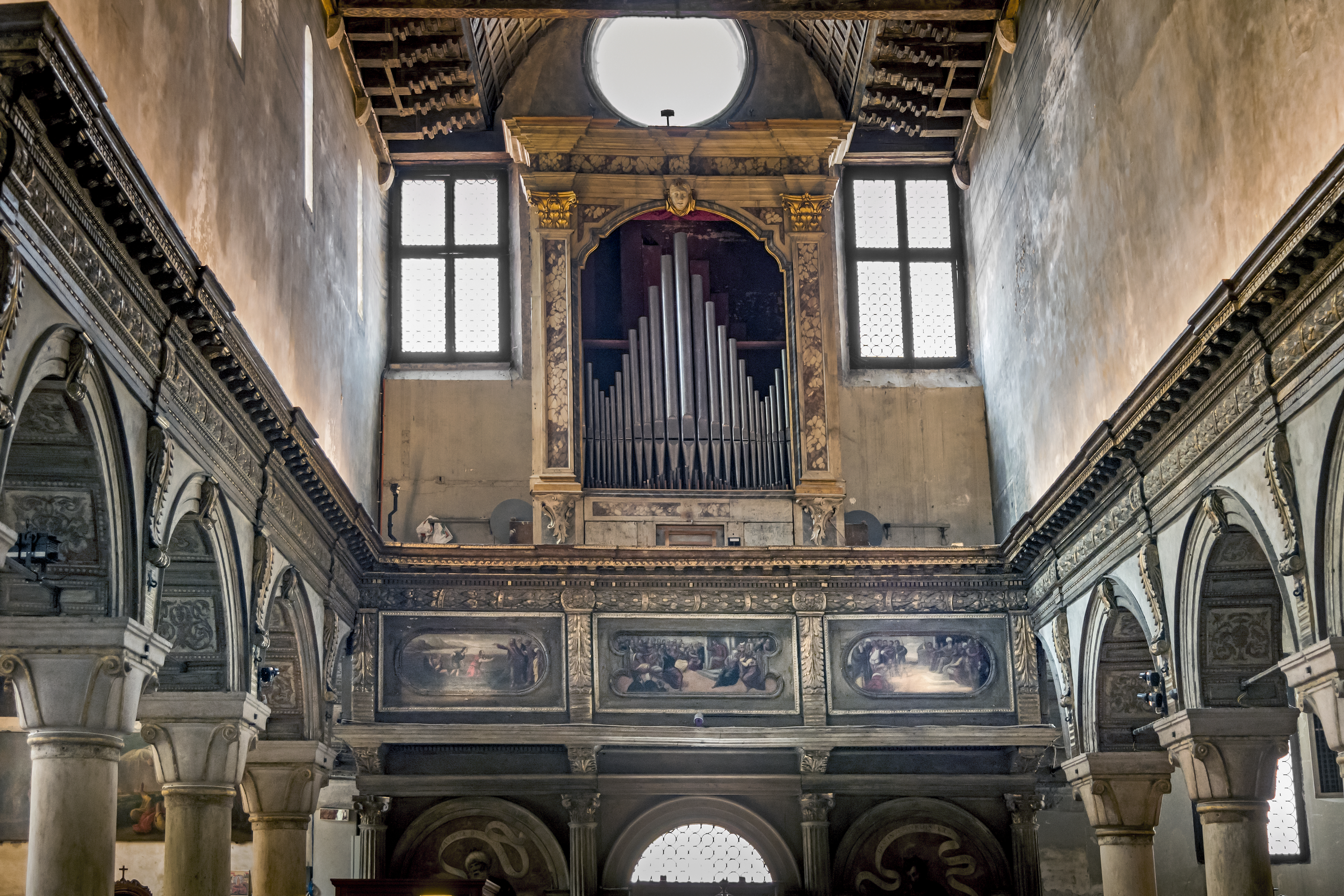
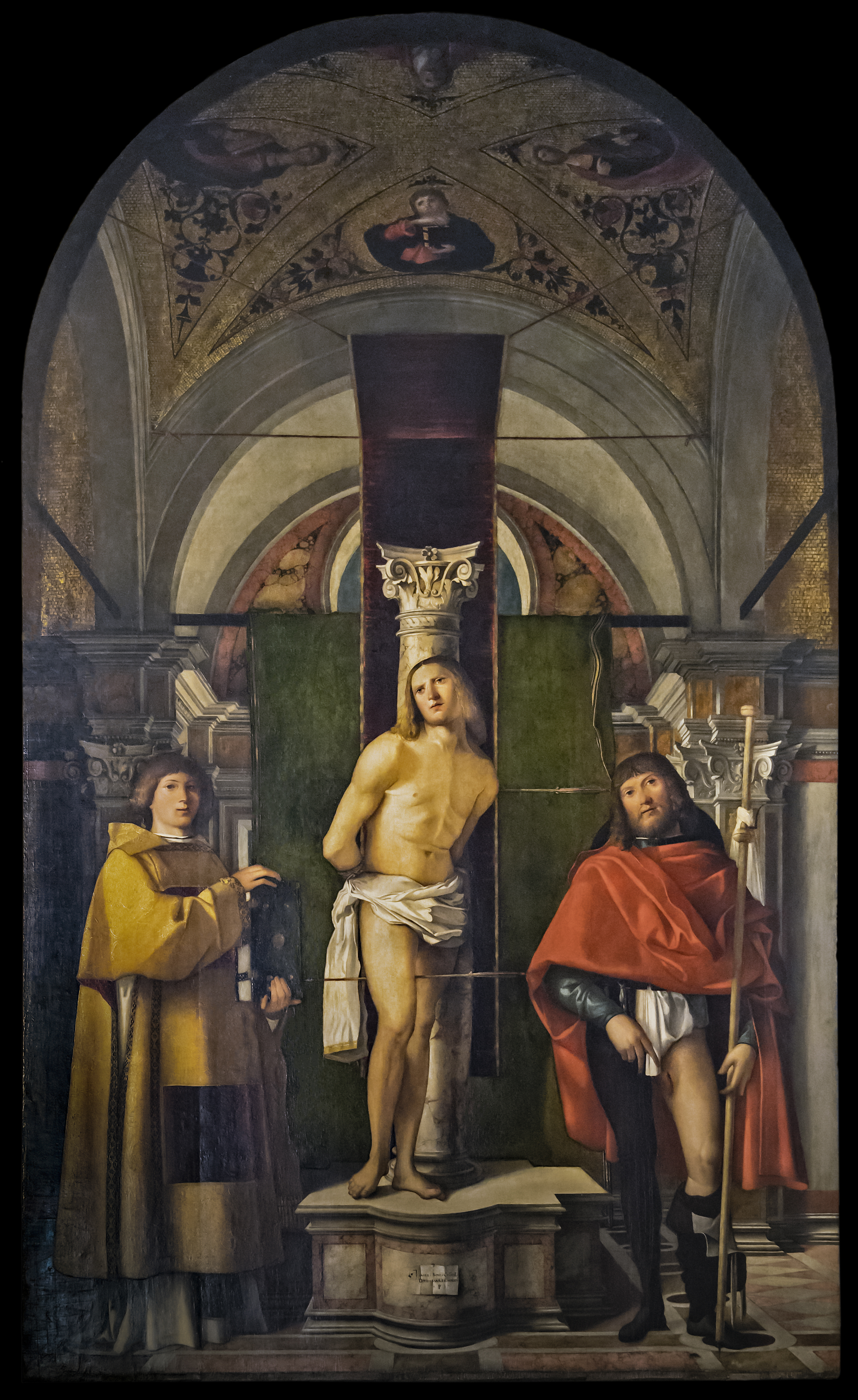
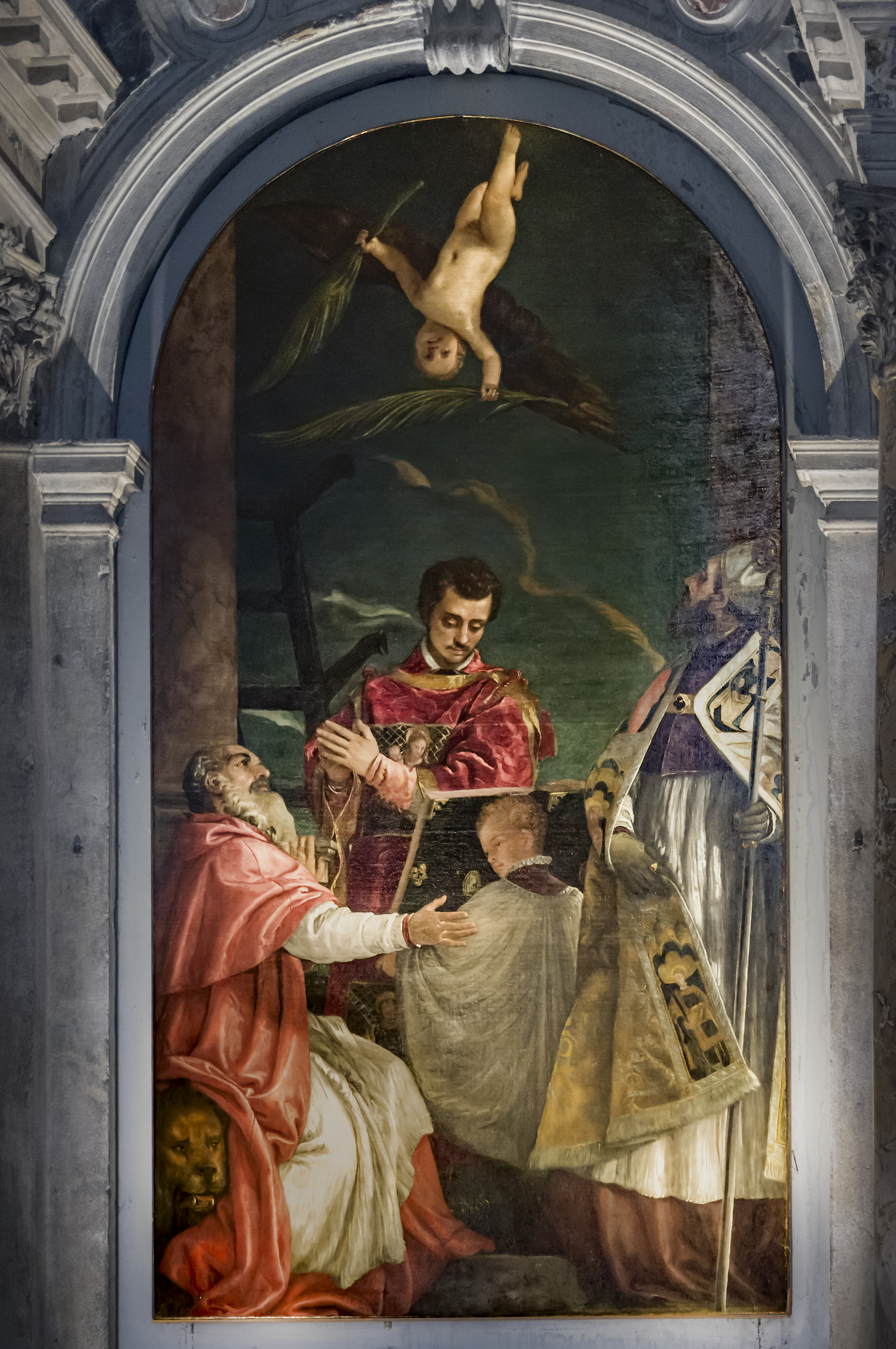
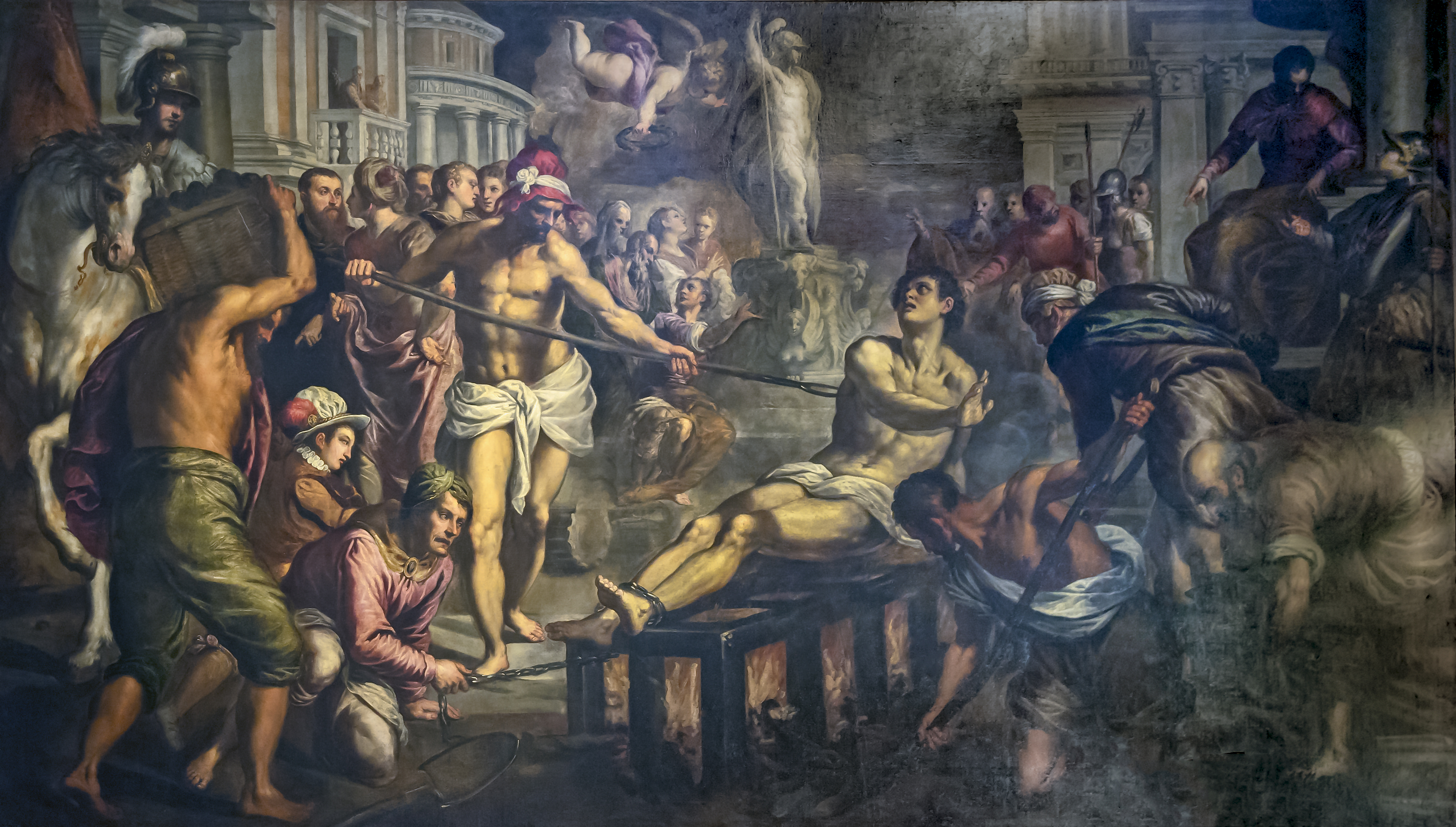
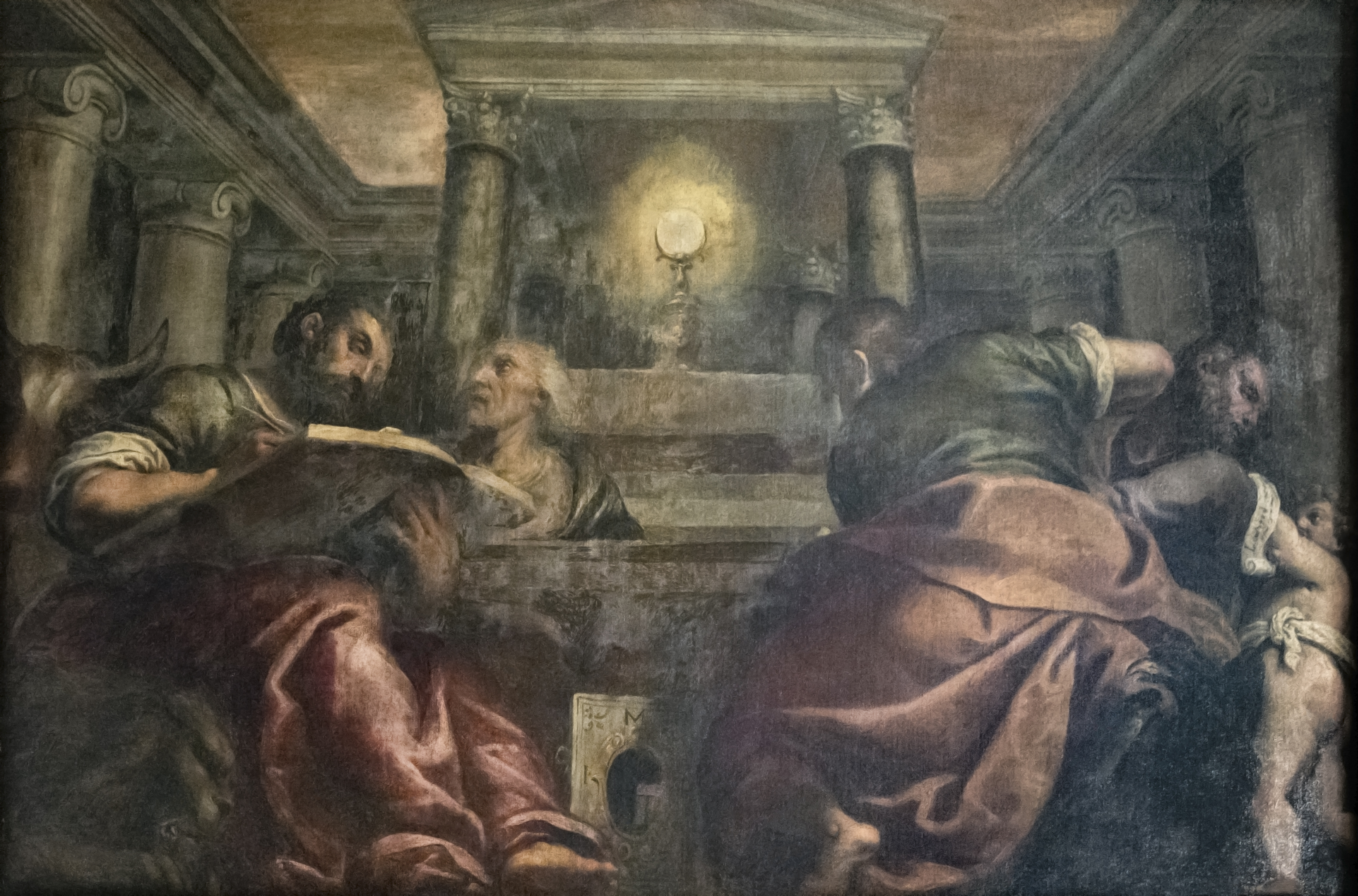
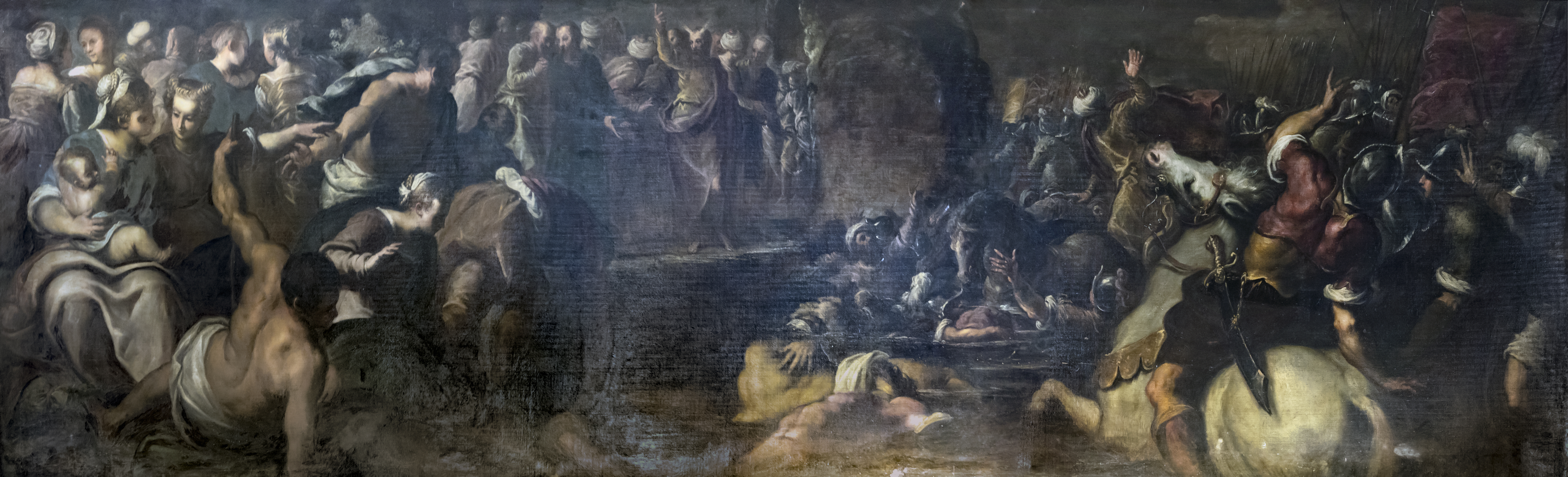
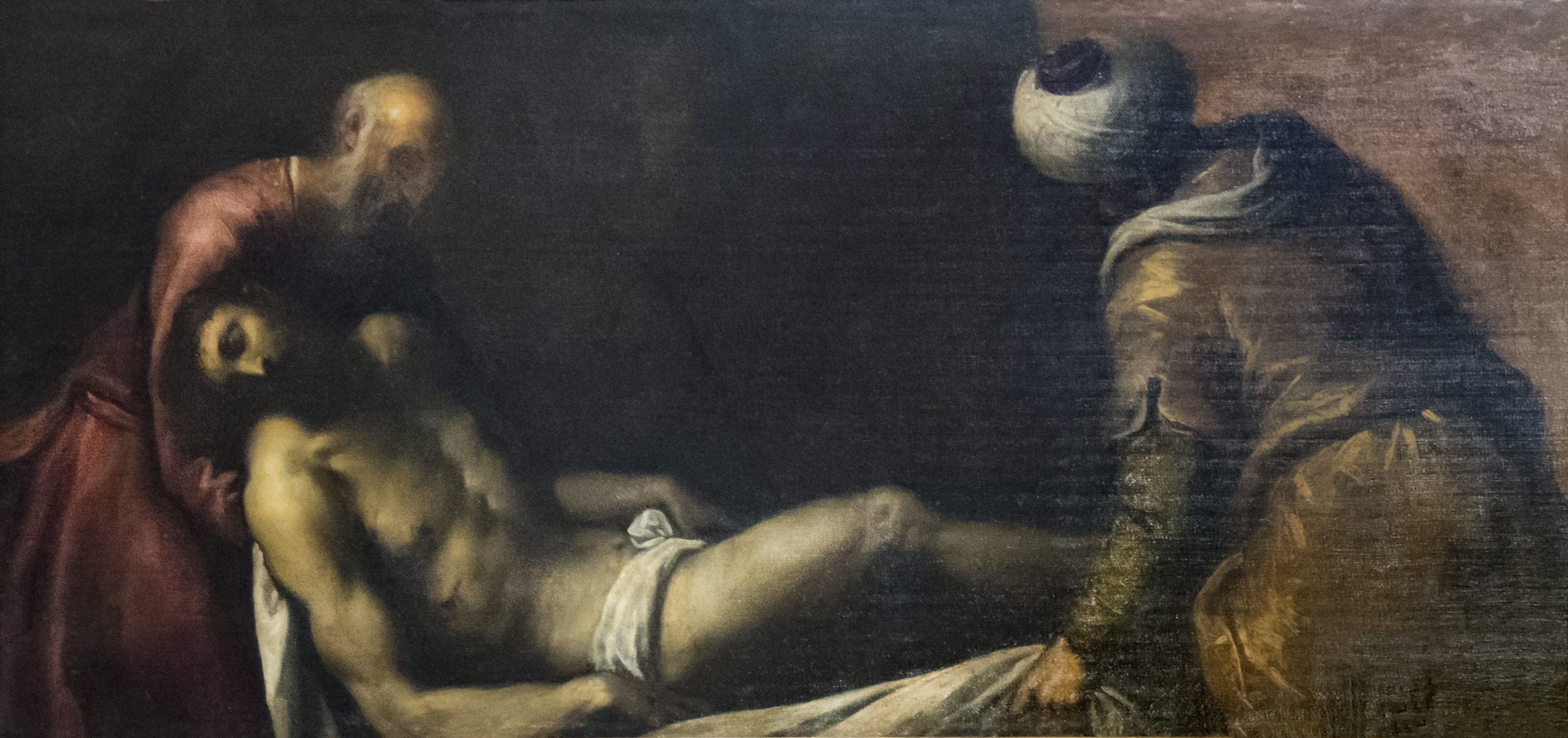
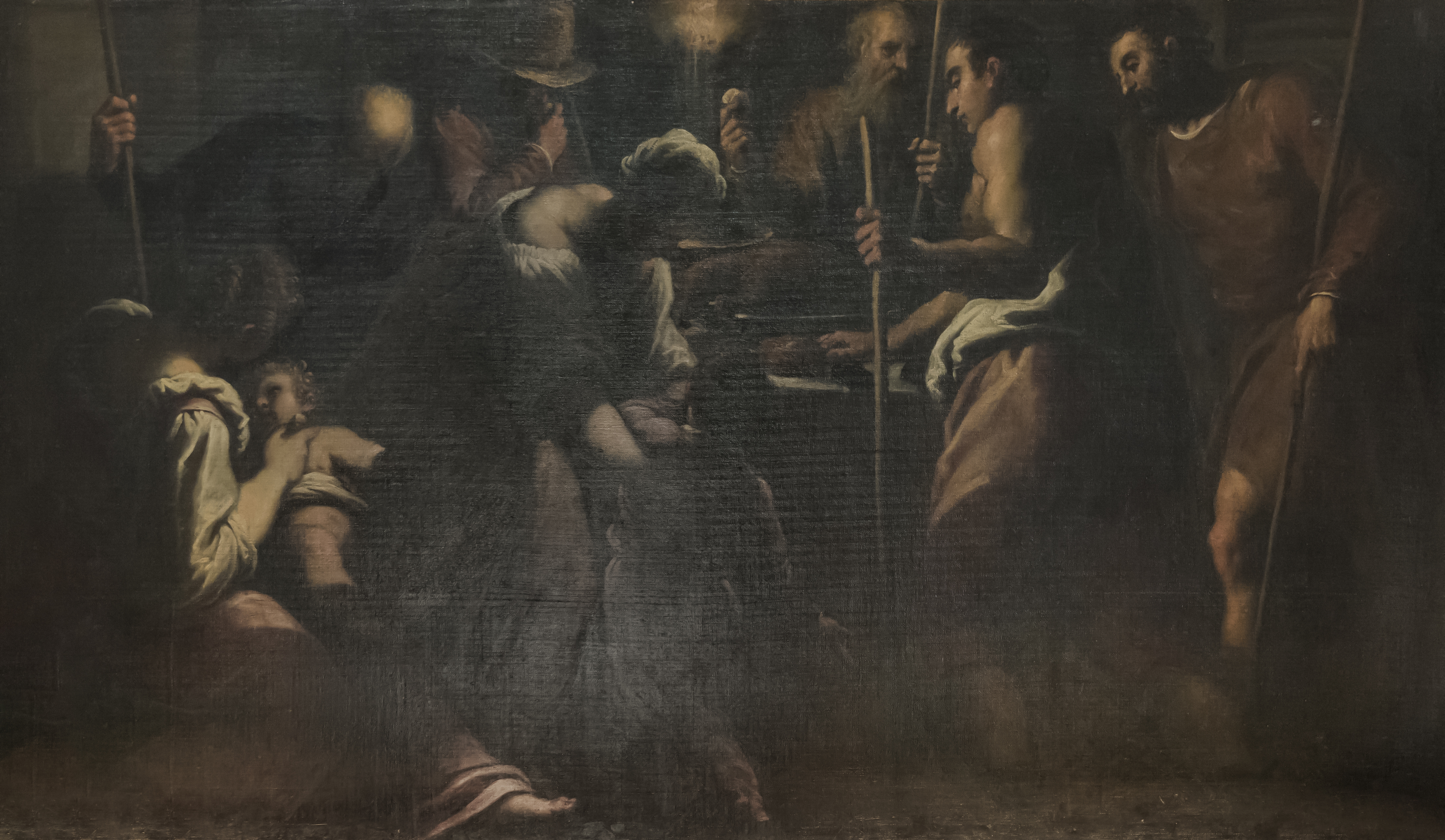
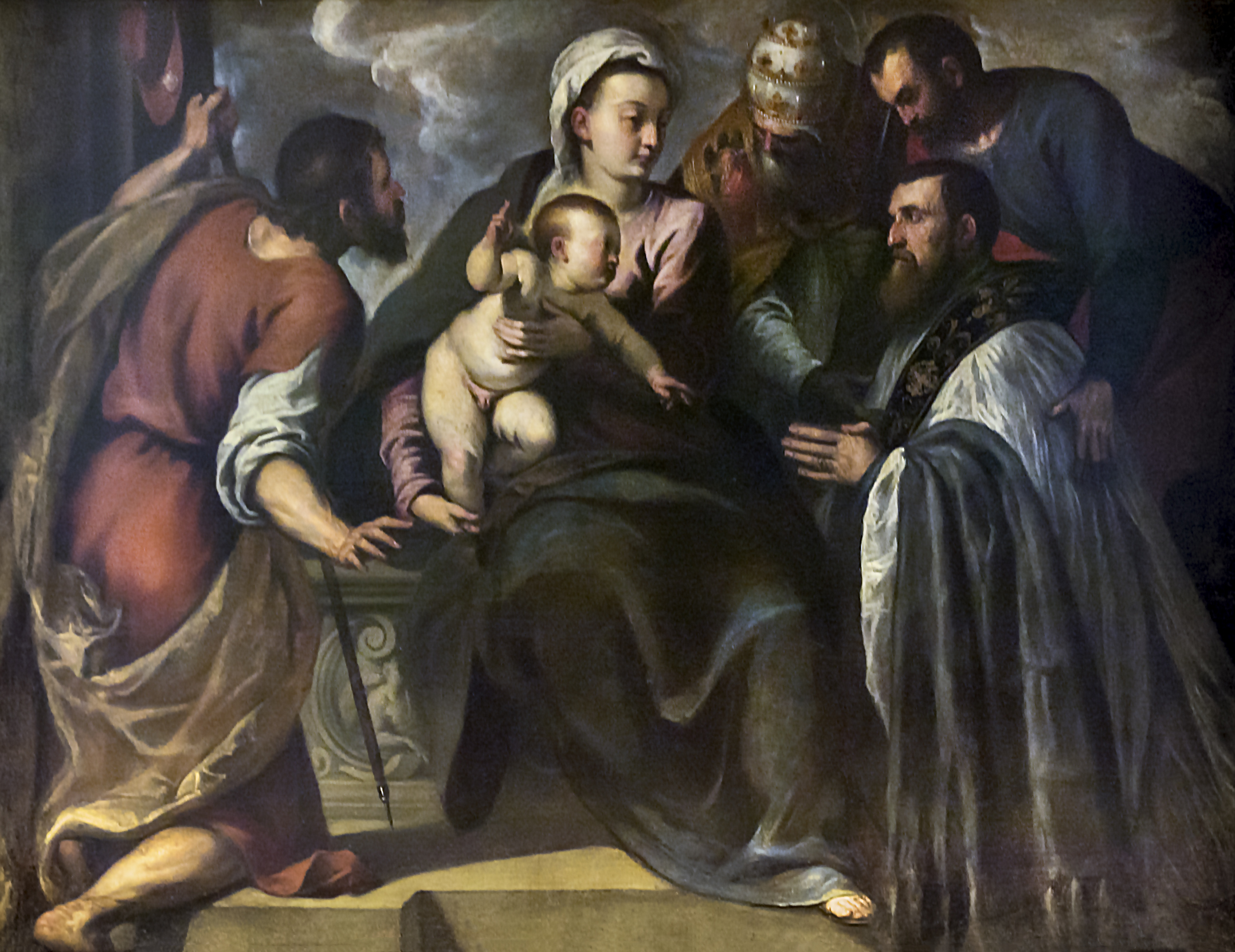
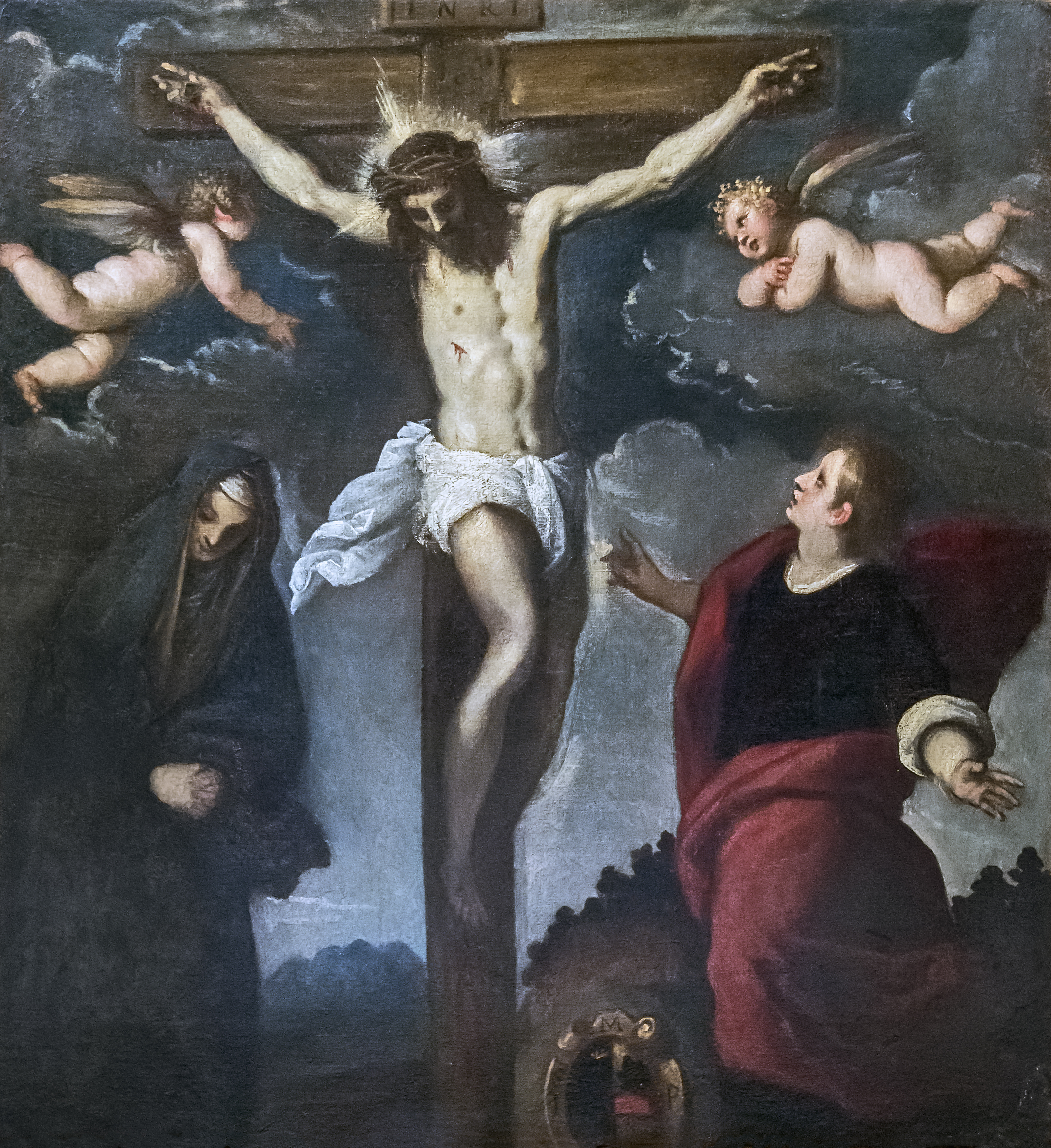
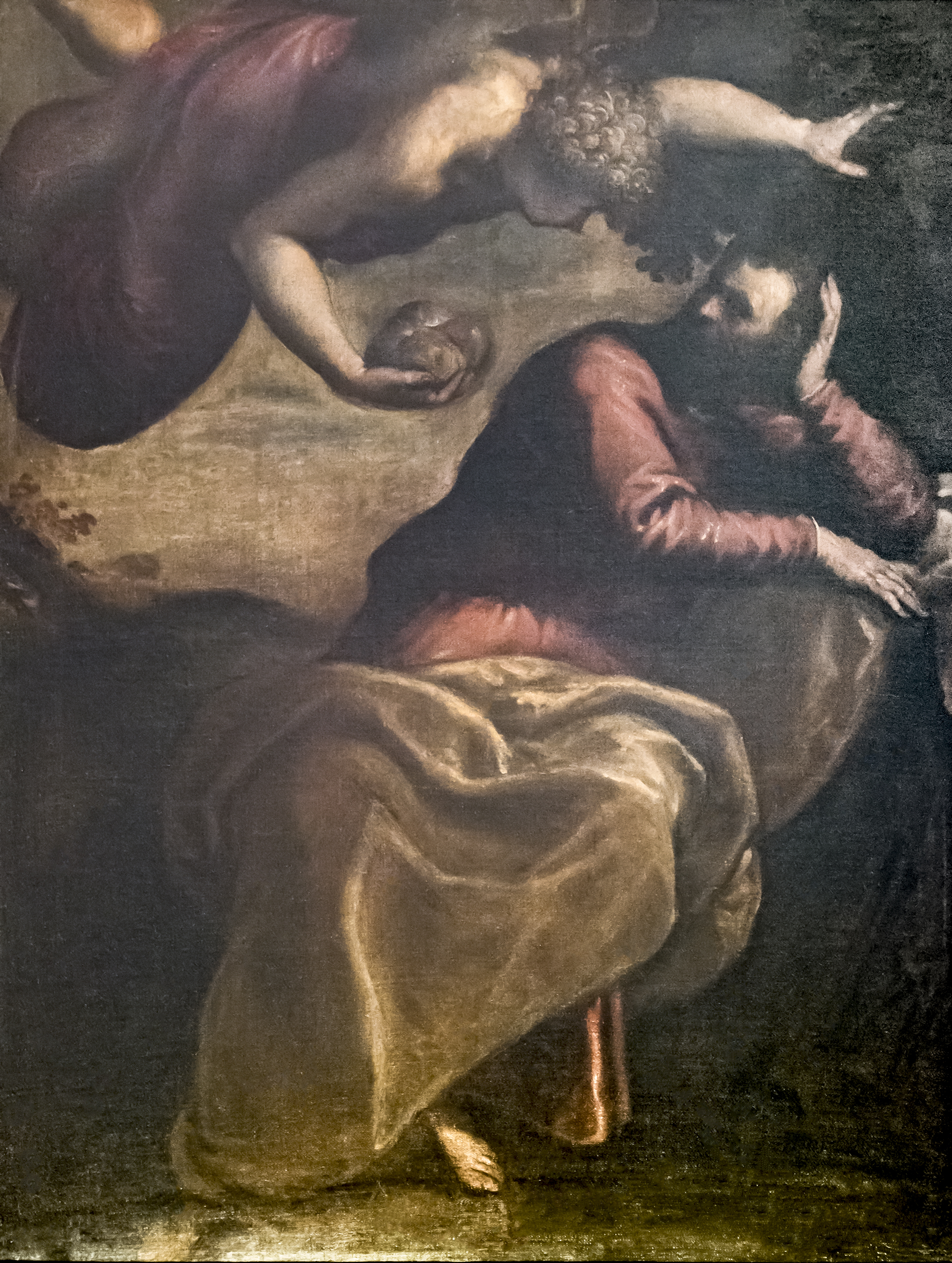
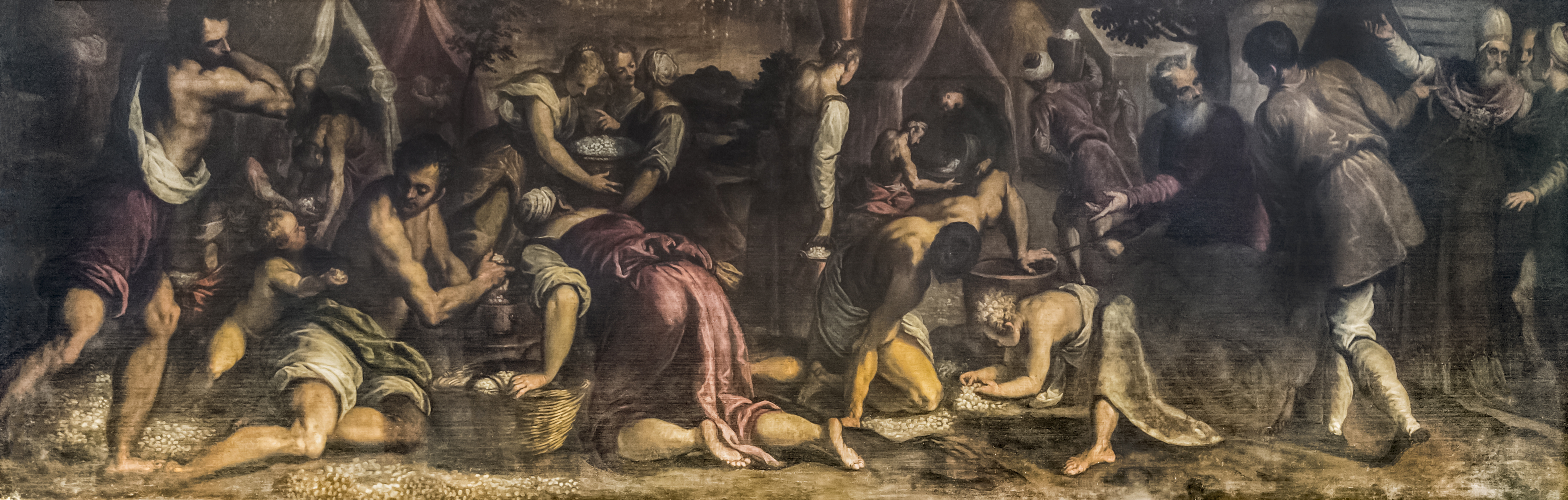
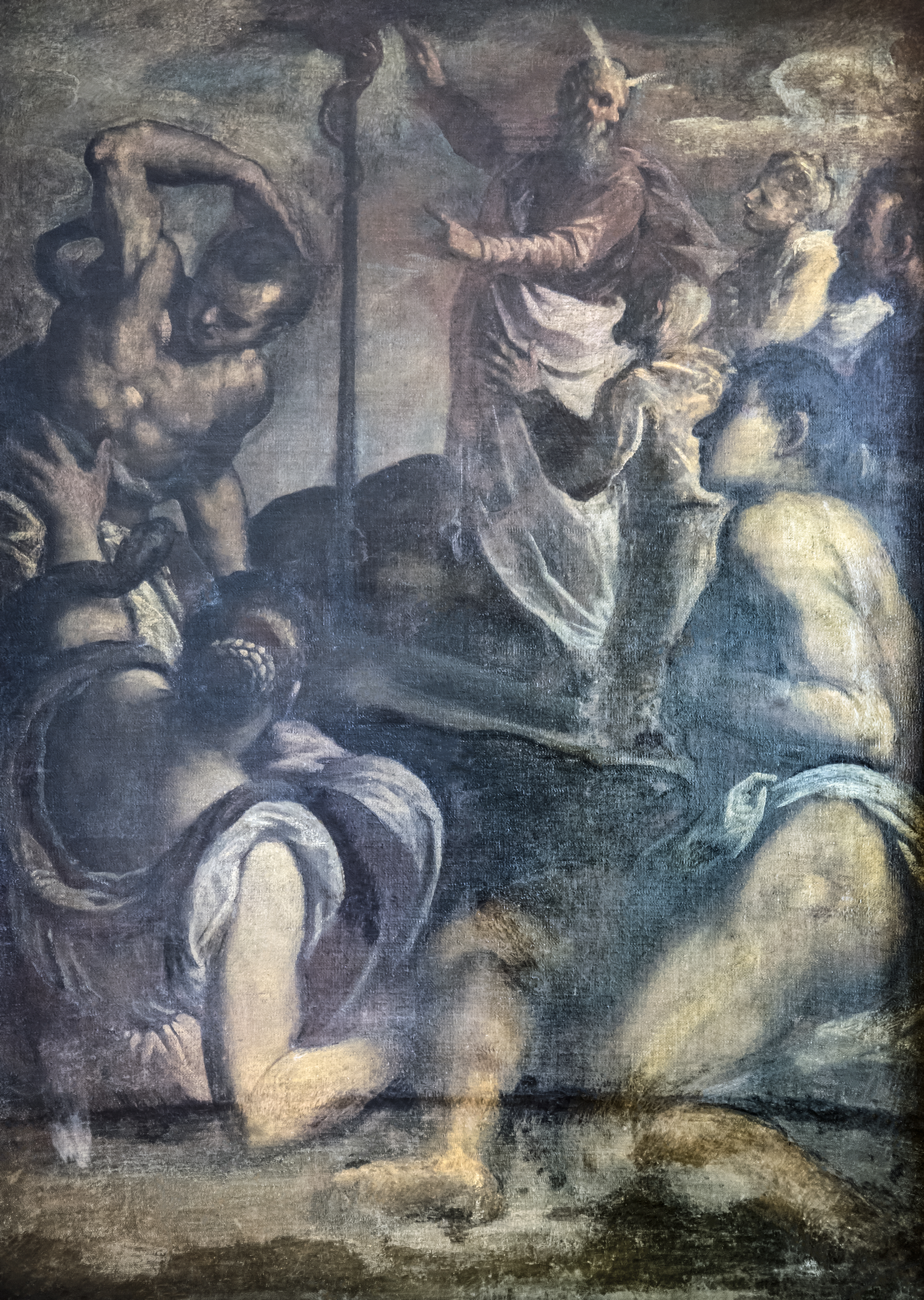